# دنيس باتلر
دنيس باتلر (بالإنجليزية: Dennis Butler)‏ (24 يونيو 1944 في المملكة المتحدة - ) هو مدرب كرة قدم ولاعب كرة قدم بريطاني في مركز جناح ‏. لعب مع بولتون واندررز ونادي روتشديل.

## وصلات خارجية
- دنيس باتلر على موقع قاعدة بيانات كرة القدم.إي يو (الإنجليزية)
- دنيس باتلر على موقع Soccerbase.com (مدرب) (الإنجليزية)